# Sun Motor Car Company
Sun Motor Car Company war ein US-amerikanischer Hersteller von Automobilen.

## Unternehmensgeschichte
Das Unternehmen wurde 1915 in Buffalo im US-Bundesstaat New York gegründet. R. Crawford war Präsident und Roscoe C. Hoffman Konstrukteur. Beide waren vorher bei der Haynes Automobile Company tätig. Noch 1915 zog das Unternehmen nach Elkhart in Indiana. Dort begann 1916 die Produktion von Automobilen im ehemaligen Werk der Elkhart Motor Car Company. Der Markenname lautete Sun. Im September 1917 folgte die Insolvenz. Automotive Corporation übernahm die Reste.
Im Dezember 1915 hatte Sun 3500 Motoren bei der Beaver Manufacturing Company bestellt. Diese Menge war zu optimistisch. 1916 wurden 337 Fahrzeuge hergestellt und im Folgejahr 696. In der Summe sind das 1033. Eine andere Quelle nennt 1063 Fahrzeuge.

## Fahrzeuge
Die Fahrzeuge hatte einen Sechszylindermotor. Er war mit 23 PS eingestuft. Sun gab 50 PS Motorleistung an. Das Fahrgestell hatte 295 cm Radstand. Zur Wahl standen Tourenwagen mit fünf und sieben Sitzen, eine Limousine mit fünf Sitzen und ein Roadster mit vier Sitzen.